# USS Marlin (SS-205)
USS Marlin (SS-205) – amerykański okręt podwodny typu Mackerel. Był pierwszą jednostką United States Navy, której nazwa pochodziła od marlina.
Stępkę jednostki położono w stoczni Portsmouth Naval Shipyard w Kittery 23 maja 1940. Okręt został zwodowany 29 stycznia 1941, matką chrzestną była pani John D. Wainwright. Wszedł do służby 1 sierpnia 1941, pierwszym dowódcą został Lieutenant George A. Sharp.
Po odbyciu półrocznej służby w składzie Floty Atlantyku, bazując w New London okręt opuścił port macierzysty 21 marca i udał się do Casco Bay w stanie Maine. Dotarł tam następnego dnia i służył w składzie TG 27.1 szkoląc nowe jednostki eskortowe w wojnie przeciwpodwodnej. Do New London wrócił 18 kwietnia i operował w cieśninie Long Island przez rok 1942.
7 stycznia 1943 okręt podwodny dotarł po raz kolejny do Casco Bay w celu odbywania dalszej służby w składzie TG 27.1 do 16 stycznia. Następnie przez 2½ patrolował i szkolił okręty w pobliżu New London i Portsmouth. 26 lipca 1944, w czasie wykonywania ćwiczeń w zanurzeniu z "Chaffee" (DE-230) okręt zderzył się z |SC-642. Obie jednostki zostały lekko uszkodzone. We wrześniu "Marlin " towarzyszył "Chetco" (AT-99) w jednym z rejsów z Portsmouth do New London, gdzie dotarł 10 września.
20 października "Marlin" opuścił New London wraz z "Skipjack" (SS-184) udając się w jednodniowy rejs do Bridgeport. Pięć dni później popłynął do Bostonu, gdzie dotarł 31 października. Został wycofany ze służby w Boston Navy Yard 9 listopada. Został sprzedany na złom 29 marca 1946 firmie Boston Metal Company z Baltimore.